# إيما دود
إيما دود (بالإنجليزية: Emma Dodd)‏ هي رسامة توضيحية وكاتبة للأطفال وكاتِبة بريطانية، ولدت في 1969.